# Biologins historia
Biologins historia (fullständig titel: Biologins historia: en överblick) är ett vetenskapshistoriskt översiktsverk i tre delar av Erik Nordenskiöld som behandlar den biologiska vetenskapens utveckling från antiken fram till början av 1900-talet. Boken rönte stor internationell uppmärksamhet när den kom ut på 1920-talet och översattes till engelska, tyska och finska. Den betraktas idag som en klassiker inom biologins historia och används fortfarande i undervisning på universitetsnivå.
Biologins historia grundar sig på en serie föreläsningar som Erik Nordenskiöld höll läsåret 1916-1917 vid Helsingfors universitet, där han var docent i zoologi. Boken består av tre delar, som kom ut på förlaget Björck & Börjesson 1920, 1921 och 1924. Delarna behandlar olika perioder av biologins historia och bär undertitlarna Antiken, medeltiden och renässansen (Del 1), Biologin under 1600- och 1700-talen (Del 2) och Den moderna biologin (Del 3).